# Xeranthemum
Xeranthemum es un género de plantas con flores perteneciente a la familia Asteraceae, nativo del sur de Europa. Comprende 89 especies descritas y de estas, solo 6 aceptadas.

## Taxonomía
El género fue descrito por Carlos Linneo y publicado en Species Plantarum, vol. 2, p. 857 en 1753, y ampliada su diagnosis en Genera Plantarum, n.º 851, p. 369 en 1754.

## Especies aceptadas
- Xeranthemum annuum L.
- Xeranthemum cylindraceum Sm.
- Xeranthemum cylindricum Spreng.
- Xeranthemum inapertum (L.) Mill.
- Xeranthemum longepapposum Fisch. & C.A.Mey.
- Xeranthemum squarrosum Boiss.[1]